# Jeffrey Sterling
Pour les articles homonymes, voir Sterling.
Jeffrey Maurice Sterling, baron Sterling de Plaistow, (né le 27 décembre 1934 à Stepney) est un homme d'affaires britannique et pair conservateur. 

## Carrière
Sterling fonde Motability, une organisation caritative fournissant des voitures aux personnes handicapées, en 1977 et est aujourd'hui président de l'organisation. Il est président exécutif de la compagnie maritime P&O de 1983 à 2005, après avoir rejoint le conseil d'administration en tant qu'administrateur non exécutif le 6 février 1980, et est maintenant président d'honneur de P&O Cruises. En 2002, il est président du Golden Jubilee Weekend Trust, en commémoration des 50 ans de règne de la reine.
En mars 2007, Sterling annonce qu'il rachète la marque Swan Hellenic à Carnival Corporation & plc. En avril 2007, il négocie un accord avec All Leisure Holidays de Roger Allard, opérateur de la compagnie de croisière Voyages of Discovery, pour acheter la marque Swan Hellenic. Ensemble, ils achètent le navire de croisière Explorer 2, qui est rebaptisé Minerva 1. Swan Hellenic commence sa nouvelle saison estivale en mars 2008, Lord Sterling demeurant président.
Dans le cadre des honneurs de démission de Margaret Thatcher, il est créé pair à vie en tant que baron Sterling de Plaistow, de Pall Mall dans la ville de Westminster le 17 janvier 1991. Il siège à la Chambre des lords comme pair du Parti conservateur. Il est membre du Comité mixte sur la stratégie de sécurité nationale de février 2010 à mai 2010, et de décembre 2010 à mai 2014.
Il est nommé Commandeur de l'Ordre de l'Empire britannique (CBE) dans les honneurs d'anniversaire de 1977 et est fait chevalier dans les honneurs du Nouvel An 1985 pour les services publics et les services à l'industrie. Il est nommé Chevalier Grand-Croix de l'Ordre royal de Victoria (GCVO) en août 2002 dans un supplément à la liste d'honneurs d'anniversaire de cette année en reconnaissance de ses services dans le cadre du jubilé de la reine. Le baron Sterling a des armoiries avec la devise latine « Usque Per Ignem » (Trans : All the way through fire) .
Il occupe une commission honorifique dans la Réserve navale royale comme contre-amiral  et est nommé vice-amiral honoraire du RNR le 2 avril 2015 .